# Друк органів

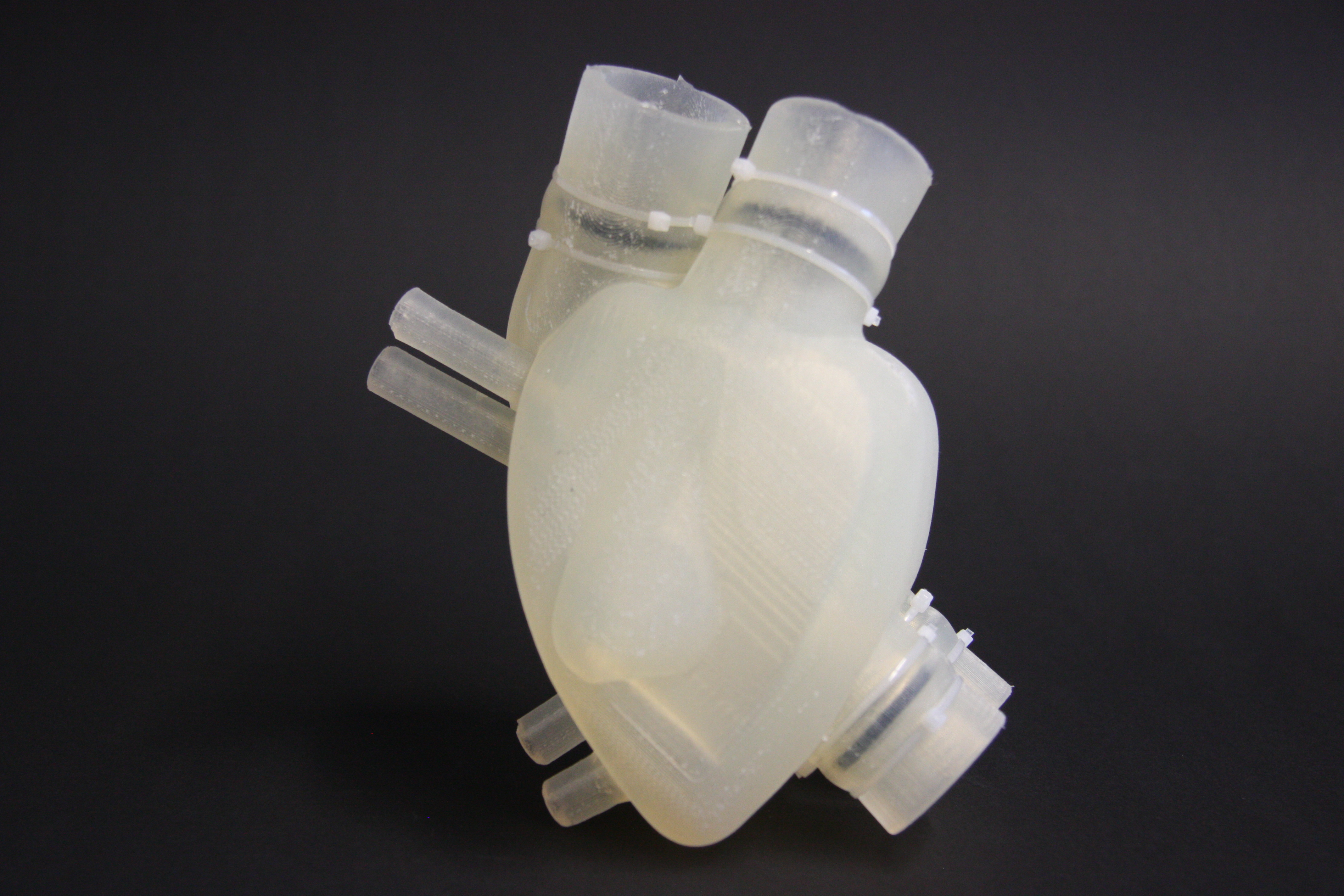
Повне штучне серце, розроблене в ETH Zurich

Друк органів або біодрук — це спеціалізований спосіб адитивного виробництва (широко знаний як 3D-друк), який передбачає виготовлення структур, що складаються з біологічних матеріалів, таких як клітини, біомолекули та біоактивні агенти, для широкого спектру застосувань. Отримані конструкції створені для імітації природних біологічних систем, що дозволяє використовувати їх у тканинній інженерії, регенеративній медицині, фармацевтичних дослідженнях і високопродуктивному скринінгу.
Біодрук зазвичай виконується шляхом пошарового нанесення та точного позиціонування біочорнил — рідинних матеріалів, наповнених біологічними компонентами — контрольованим способом. Основні типи методів біодруку включають екструзійний біодрук, струменевий біодрук і лазерний біодрук, кожна з яких має свої переваги та обмеження.

Перебуваючи на стадії досліджень і розробок, біодрук має величезний потенціал для революції в різних галузях медицини, дозволяючи виробляти тканини та органи, що відповідають потребам пацієнта, зменшуючи потребу в донорстві органів і забезпечуючи вдосконалені моделі для тестування ліків і моделювання захворювань. Однак ця технологія також створює значні проблеми з точки зору властивостей матеріалу, життєздатності клітин, васкуляризації та регуляторних питань, які активно вирішуються в рамках поточних досліджень.

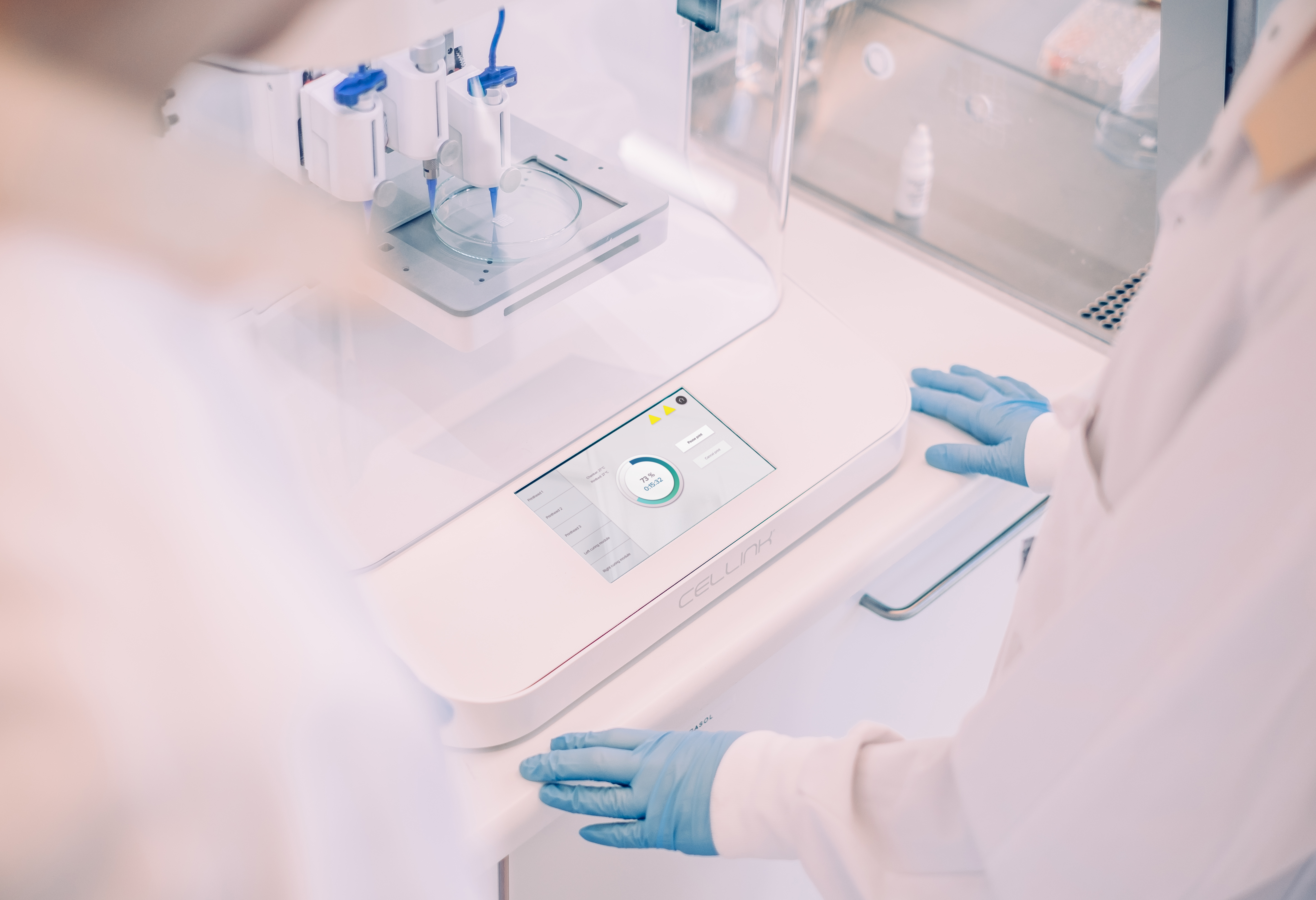
3D-біопринтер CELLINK

Кінцевою метою друку органів є створення органів, які можуть повністю інтегруватися в людське тіло, ніби вони були там весь час. Успішний друк органів може вплинути на кілька галузей. До них належать трансплантація штучних органів, фармацевтичні дослідження та підготовка лікарів і хірургів.

## Історія

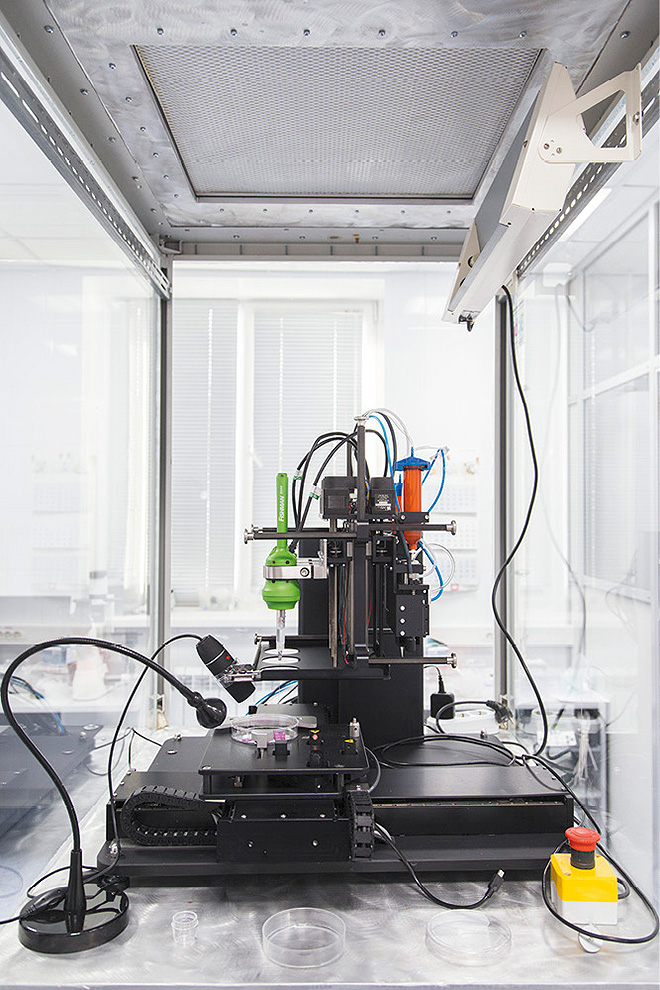
3D-біопринтер

Сфера органного друку виникла в результаті досліджень у галузі стереолітографії, основи для практики 3D-друку, винайденої в 1984 році. У цю ранню еру 3D-друку було неможливо створювати довговічні об’єкти, оскільки матеріали, які використовували, не були дуже міцними. Тому на початку 3D-друк використовували просто як спосіб моделювання потенційних кінцевих продуктів, які в кінцевому підсумку будуть виготовлені з різних матеріалів за традиційнішими методами. На початку 1990-х років були розроблені нанокомпозити, які дозволили 3D-друкованим об’єктам бути міцнішими, дозволяючи використовувати 3D-друковані об’єкти не лише для створення моделей. Приблизно в цей час представники медицини почали розглядати 3D-друк як шлях до створення штучних органів. До кінця 1990-х медичні дослідники шукали біосумісні матеріали, які можна було б використовувати в 3D-друкі.
Концепція біодруку була вперше продемонстрована в 1988 році. У той час дослідник використовував модифікований струменевий принтер HP для осадження клітин за допомогою технології цитоскрибування. Прогрес продовжився в 1999 році, коли перший штучний орган, виготовлений за допомогою біодруку, був надрукований командою вчених під керівництвом доктора Ентоні Атали з Інституту регенеративної медицини Вейк-Форест. Вчені з Wake Forest надрукували штучний каркас для сечового міхура людини, а потім засіяли каркас клітинами свого пацієнта. Використовуючи цей метод, вони змогли виростити функціонуючий орган, і через десять років після імплантації у пацієнта не було серйозних ускладнень.
Після сечового міхура у Вейк-Форест були зроблені кроки до друку інших органів. 2002 року була надрукована мініатюрна повністю функціональна нирка. 2003 року доктор Томас Боланд з Університету Клемсона запатентував використання струменевого друку для клітин. Цей процес використовував модифіковану систему спотингу для осадження клітин в організовані 3D матриці, розміщені на підкладці. Цей принтер дозволив провести обширні дослідження біодруку та відповідних біоматеріалів. Наприклад, після цих перших знахідок 3D-друк біологічних структур отримав подальший розвиток, щоб охопити виробництво структур тканин і органів, на відміну від клітинних матриць. Крім того, було досліджено більше методів друку, таких як екструзійний біодрук, які згодом були представлені як засіб виробництва.
У 2004 році сферу біодруку кардинально змінив ще один новий біопринтер. Цей новий принтер зміг використовувати живі людські клітини без необхідності спочатку будувати штучний каркас. 2009 року компанія Organovo використала цю нову технологію для створення першого комерційно доступного біопринтера. Незабаром після цього біопринтер Organovo був використаний для розробки біорозкладаної кровоносної судини, першої у своєму роді, без клітинного каркаса.
У 2010-х роках і пізніше були розпочаті подальші дослідження щодо створення інших органів, таких як клапани печінки та серця, і тканин, таких як кровоносна мережа, за допомогою 3D-друку. 2019 року вчені в Ізраїлі зробили великий прорив, коли їм вдалося надрукувати серце розміром із кролика з мережею кровоносних судин, здатних скорочуватися, як природні кровоносні судини. Надруковане серце мало правильну анатомічну структуру та функцію порівняно зі справжніми серцями. Цей прорив представляв реальну можливість друку повністю функціонуючих людських органів. Насправді вчені з Варшавського фонду досліджень і розвитку науки в Польщі працювали над створенням повністю штучної підшлункової залози за допомогою технології біодруку. На сьогоднішній день ці вчені змогли розробити діючий прототип. Ця галузь розвивається, і багато досліджень все ще проводяться.
Україно-американський стартап A.D.A.M. розробив методику друку кісток на біо-3D-принтері.
У 2022 році, під час першого у своєму роді клінічного випробування, 3DBio Therapeutics, компанія з регенеративної медицини, виконала реконструкцію людського вуха з використанням живої тканини вуха, надрукованої на 3D-біопринтері. Імплантат, знаний як AuriNov, який використовує власну тканину пацієнта, розроблений, щоб запропонувати менш інвазивну альтернативу традиційним трансплантатам реберного хряща та синтетичним матеріалам для пацієнтів із мікротією, рідкісною вродженою деформацією, коли одне або обидва зовнішні вуха недорозвинені. Управління з контролю за якістю харчових продуктів і медикаментів США (FDA) надало AuriNovo статус лікарського засобу. Це випробування фази 1/2a мало на меті оцінити безпеку та попередню ефективність AuriNovo у реконструкції зовнішнього вуха у пацієнтів з мікротією з кінцевою метою допомогти пацієнтам відновити здорову структуру вуха, і підвищити їхню впевненість і самооцінку.
У 2023 році в журналі Biofabrication була опублікована стаття, в якій описується, що дослідники розробили недорогий модульний ручний біопринтер, здатний наносити різноманітні біочорнила з точним контролем їхніх фізичних і хімічних властивостей, пропонуючи універсальне рішення для відновлення тканин. Біопринтер може створювати багатокомпонентні волокна з різними формами та композиціями, доставляти ліки контрольованим чином, виробляти біосенсори та переносну електроніку, а також генерувати клітинні волокна з високою життєздатністю клітин, навіть демонструючи потенціал у моделюванні інвазії ракових клітин у сусідні тканини.

## Техніка 3D друку
Тривимірний друк для виготовлення штучних органів був основною темою вивчення біологічної інженерії. У міру того як технології швидкого виробництва, пов’язані з 3D-друком, стають дедалі ефективнішими, їх застосування в штучному синтезі органів стає все більш очевидним. Деякі з основних переваг 3D-друку полягають у його можливості масового виробництва будівельних каркасів, а також у високому ступені анатомічної точності каркасних виробів. Це дозволяє створювати конструкції, які більш ефективно нагадують мікроструктуру природного органу або структури тканини. Друк органів за допомогою 3D-друку може здійснюватися за допомогою різноманітних технік, кожна з яких надає певні переваги, які можуть підійти для певного типу виробництва органів.

### Жертовний запис у функціональну тканину (SWIFT)
Жертовний запис у функціональну тканину (SWIFT) — це метод друку органів, коли живі клітини щільно упаковуються, щоб імітувати щільність, яка відбувається в людському тілі. Під час пакування тунелі висічені, щоб імітувати кровоносні судини, через які доставляються кисень і необхідні поживні речовини. Ця техніка об’єднує інші методи, які лише упаковували клітини або створювали серцево-судинна систему. SWIFT поєднує в собі обидва й є вдосконаленням, яке наближає дослідників до створення функціональних штучних органів.

### Стереолітографічний (SLA) 3D біодрук
Цей метод друку органів використовує просторово контрольоване світло або лазер для створення 2D візерунка, який шарується шляхом селективної фотополімеризації в резервуарі біочорнила. Потім 3D-структуру можна побудувати шарами за допомогою 2D-шаблону. Після цього біочорнило видаляється з кінцевого продукту. Біодрук SLA дозволяє створювати складні форми та внутрішні структури. Роздільна здатність цього методу надзвичайно висока, і єдиним недоліком є нестача біосумісних смол.

### Краплинний біодрук (струменевий)
Краплинний біодрук створює клітинні розробки з використанням крапель певного матеріалу, який часто поєднується з клітинною лінією. Самі клітини також можуть бути осаджені таким чином з полімером або без нього. Під час друку полімерних каркасів за допомогою цих методів кожна крапля починає полімеризуватися при контакті з поверхнею підкладки та зливається у більшу структуру, коли краплі починають об’єднуватися. Полімеризація може відбуватися різними методами залежно від полімеру, який використовують. Наприклад, полімеризація альгінату починається за допомогою іонів кальцію в підкладці, які дифундують у зріджені біочорнила та дозволяють утворювати міцний гель. Краплинний біодрук широко використовують через його продуктивну швидкість. Однак це може зробити його менш придатним для складніших структур органів.

### Екструзійний біодрук
Екструзійний біодрук включає послідовне оформлення конкретної друкованої тканини та клітинної лінії з екструдера, свого роду портативної друкувальної голівки. Це, як правило, є більш контрольованим і м’яким способом обробки даних тканини або клітини, а також дозволяє використовувати помітнішу щільність клітин під час розробки 3D-структур тканини або органу. У будь-якому випадку ці переваги нівелюються меншою швидкістю друку, пов’язаною з цією процедурою. Екструзійний біодрук часто поєднується з ультрафіолетовим світлом, яке фотополімеризує надруковану тканину для створення стійкішої, скоординованої конструкції.

### Моделювання плавленого осадження
Моделювання плавленого осадження (FDM) є більш поширеним і недорогим у порівнянні з вибірковим лазерним спіканням. У цьому принтері використовують друкуючу головку, схожу за структурою на струменевий принтер; однак чорнило не використовують. Пластикові кульки нагріваються при високій температурі та вивільняються з друкуючої головки, коли вона рухається, створюючи об’єкт тонкими шарами. З FDM-принтерами можна використовувати різноманітні пластики. Крім того, більшість деталей, надрукованих FDM, зазвичай складаються з тих самих термопластів, які використовують у традиційних методах лиття під тиском або механічної обробки. Завдяки цьому ці деталі мають аналогічні характеристики довговічності, механічних властивостей і стабільності. Контроль точності дозволяє забезпечити постійну кількість вивільнення та нанесення на конкретне місце для кожного шару, що впливає на форму. Коли нагрітий пластик осідає з друкуючої головки, він сплавляється або з’єднується з нижніми шарами. У міру того, як кожен шар охолоджується, вони твердіють і поступово набувають твердої форми, яка повинна бути створена, оскільки до структури додається більше шарів.

### Селективне лазерне спікання
Вибіркове лазерне спікання (SLS) використовує порошкоподібний матеріал як субстрат для друку нових об’єктів. SLS можна використовувати для створення металевих, пластикових і керамічних предметів. Ця техніка використовує лазер, керований комп’ютером, як джерело енергії для спікання порошкоподібного матеріалу. Лазер створює поперечний переріз потрібного об'єкта в порошку, який сплавляє його разом у тверду форму. Потім наноситься новий шар порошку, і процес повторюється, створюючи кожен шар з кожним новим нанесенням порошку, один за іншим, щоб сформувати цілісний об’єкт. Однією з переваг SLS-друку є те, що він вимагає дуже мало додаткових інструментів, тобто шліфування, після того, як об’єкт надруковано. Останні досягнення в друку органів за допомогою SLS включають тривимірні конструкції черепно-лицьових імплантатів, а також каркаси для інженерії серцевої тканини.

### Оптико-волоконний біодрук
Тривимірний (3D) біодрук є високоефективною технікою для виготовлення клітинних конструкцій у тканинній інженерії. Однак універсальність виготовлення точних і складних клітинних гідрогелів обмежена через погану здатність до зшивання гідрогелів, що містять клітини.
Дослідження 2023 року, опубліковане в npj Regenerative Medicine, пропонує процес біодруку за допомогою оптичного волокна (ОВБ) для ефективного зшивання метакрилованих гідрогелів. Вибравши відповідні умови обробки для техніки фотозшивання, дослідники виготовили біофункціональні клітинні структури, включаючи метакрилований желатин (Gelma), колаген і децелюляризований позаклітинний матрикс. Щоб застосувати цей метод до регенерації скелетних м’язів, наповнені клітинами конструкції Gelma були оброблені за допомогою функціональної насадки, що має топографічну підказку та процес ОВБ, який міг індукувати одноосьове вирівнювання C2C12 і людських жирових стовбурових клітин (hASC). Дослідники спостерігали значно вищі ступені клітинного вирівнювання та міогенної активності в насиченій клітинами структурі Gelma порівняно з тими в клітинній конструкції, яка була надрукована за допомогою звичайного методу зшивання. Більше того, регенеративний потенціал in vivo спостерігався в дефектах об’ємних м’язів у моделі миші. Конструкція, наповнена hASC, значно індукувала більшу регенерацію м’язів, ніж клітинна конструкція без топографічних ознак. Грунтуючись на результатах, нещодавно розроблений процес біодруку може виявитися високоефективним у виготовленні біофункціональних клітинних конструкцій для різних застосувань тканинної інженерії.

## Етапи біодруку
Розробка біодрукованих конструкцій зазвичай включає три основні етапи: попередній біодрук (або дизайн), біодрук та дозрівання після біодруку.
- На етапі перед біодруком створюються цифрові моделі бажаних конструкцій, як правило, за допомогою програмного забезпечення автоматизованого проєктування. Ці моделі часто базуються на даних медичних зображень, що дає змогу адаптувати конструкції до індивідуальних анатомічних особливостей пацієнта.
- На етапі біодруку цифрові моделі перетворюються на фізичні конструкції шляхом контрольованого осадження біочорнил. Конструкції зазвичай створюються всередині підтримуючої гідрогелевої матриці, яка діє як тимчасовий каркас під час процесу друку.
- У фазі після біопринтингу конструкції проходять процеси дозрівання для сприяння росту клітин і розвитку тканин. Це можна проводити в контрольованих умовах навколишнього середовища в біореакторі.

## Поліграфічні матеріали
Матеріали для друку мають відповідати широкому спектру критеріїв, одним із яких є біосумісність. Отримані каркаси, утворені 3D-друкованими матеріалами, повинні бути фізично та хімічно відповідними для проліферації клітин. Здатність до біологічного розкладання є ще одним важливим фактором, який гарантує, що штучно сформована структура може бути зруйнована після успішної трансплантації та замінена повністю природною клітинною структурою. Через природу 3D-друку матеріали, які використовують, мають бути адаптованими та адаптованими до широкого спектру типів клітин і структурних конформацій.

### Природні полімери
Матеріали для 3D-друку зазвичай складаються з полімерів альгінату або фібрину, які були інтегровані з молекулами клітинної адгезії, які підтримують фізичне прикріплення клітин. Такі полімери спеціально розроблені для підтримки структурної стабільності та сприйнятливості до клітинної інтеграції. Термін біочорнило вживали як широку класифікацію матеріалів, які сумісні з 3D біодруком. Гідрогелеві альгінати стали одним із найчастіше використовуваних матеріалів у дослідженнях друку органів, оскільки вони легко налаштовуються та можуть бути налаштовані для імітації певних механічних і біологічних властивостей, характерних для природних тканин. Здатність гідрогелів адаптуватися до конкретних потреб дозволяє використовувати їх як адаптований каркасний матеріал, який підходить для різноманітних структур тканин або органів і фізіологічних умов. Основною проблемою при використанні альгінату є його стабільність і повільне розкладання, що ускладнює руйнування штучних гелевих каркасів і заміну власним позаклітинним матриксом імплантованих клітин. Альгінатний гідрогель, придатний для екструзійного друку, також часто є менш міцним структурно та механічно; однак ця проблема може бути вирішена шляхом включення інших біополімерів, таких як наноцелюлоза, для забезпечення більшої стабільності. Властивості альгінатних або змішаних полімерних біочорнил налаштовуються та можуть бути змінені для різних застосувань і типів органів.
Інші природні полімери, які використовували для друку тканин і 3D-друку органів, включають хітозан, гідроксиапатит (ГА), колаген і желатин. Желатин є термочутливим полімером із властивостями, що демонструють чудову розчинність у зносі, здатність до біологічного розкладання, біосумісність, а також низьку імунологічну відторгнення. Ці якості є перевагами та призводять до високого сприйняття тривимірного біодрукованого органу при імплантації in vivo.

### Синтетичні полімери
Синтетичні полімери виробляються людиною шляхом хімічних реакцій мономерів. Їх механічні властивості сприятливі тим, що їх молекулярну масу можна регулювати від низької до високої на основі різних вимог. Однак відсутність у них функціональних груп і структурна складність обмежили їх використання в органному друку. Сучасні синтетичні полімери з відмінною придатністю для 3D-друку та сумісністю з тканинами in vivo включають поліетиленгліколь (PEG), полі(молочну гліколеву кислоту) (PLGA) і поліуретан (PU). PEG — це біосумісний, неімуногенний синтетичний поліефір, який має регульовані механічні властивості для використання в 3D біодруку. Хоча PEG використовували в різних програмах 3D-друку, відсутність доменів клітинного адгезиву обмежує подальше використання в друку органів. PLGA, синтетичний сополімер, широко відомий серед живих істот, таких як тварини, люди, рослини та мікроорганізми. PLGA використовують у поєднанні з іншими полімерами для створення різних систем матеріалів, включаючи PLGA-желатин, PLGA-колаген, усі з яких покращують механічні властивості матеріалу, є біосумісними при розміщенні in vivo та мають регульовану біодеградацію. PLGA найчастіше використовують у друкованих конструкціях для регенерації кісток, печінки та інших великих органів. Нарешті, ПУ унікальний тим, що його можна класифікувати на дві групи: біологічно розкладані та не біологічно розкладані. Завдяки чудовим механічним і біоінертним властивостям його використовують у галузі біодруку. Застосуванням ПУ можуть бути неживі штучні серця; однак за допомогою існуючих 3D-біопринтерів цей полімер неможливо надрукувати. Було створено новий еластомерний ПУ, що складається з мономерів PEG і полікапролактону (PCL). Цей новий матеріал демонструє чудову біосумісність, здатність до біологічного розкладання, здатність до біодруку та біостабільність для використання у складному друку та виробництві біоштучних органів. Завдяки високій структурі судинної та нейронної мережі цей матеріал можна застосовувати для друку різних органів, таких як мозок, серце, легені та нирки.

### Природно-синтетичні гібридні полімери
Природно-синтетичні гібридні полімери засновані на синергічному ефекті синтетичних і біополімерних компонентів. Желатин-метакрилоїл (GelMA) став популярним біоматеріалом у сфері біодруку. GelMA показала, що він має життєздатний потенціал як матеріал для біочорнил завдяки відповідній біосумісності та легко регульованим психохімічним властивостям. Гіалуронова кислота (HA)-PEG є ще одним природно-синтетичним гібридним полімером, який виявився дуже успішним у застосуванні біодруку. ГК у поєднанні з синтетичними полімерами допомагає отримати стабільніші структури з високою життєздатністю клітин і обмеженою втратою механічних властивостей після друку. Нещодавнє застосування HA-PEG у біодрукі – це створення штучної печінки. Нарешті, серія біорозкладних гібридних полімерів поліуретану (PU) і желатину з регульованими механічними властивостями та ефективними темпами деградації була застосована в органному друку. Цей гібрид має здатність друкувати складні конструкції, наприклад конструкцію у формі носа.
Усі полімери, описані вище, мають потенціал для виготовлення імплантованих біоштучних органів для цілей, включаючи, але не обмежуючись цим, індивідуальне відновлення органів, скринінг ліків, а також аналіз метаболічної моделі.